# Lennie Tristano
Leonard Joseph Tristano (Chicago, 19 maart 1919 - New York, 18 november 1978) was een Amerikaanse jazzpianist, arrangeur, componist, multi-instrumentalist en muziekpedagoog.

## Biografie
Lennie Tristano was de tweede van vier kinderen van Italiaanse immigranten. Hij was al op 4-jarige leeftijd begonnen met het pianospel, in het begin onderwezen door zijn moeder, die operazangeres en pianiste was. Als gevolg van de heersende Spaanse griep was zijn gezichtsvermogen vrij beperkt en op 10-jarige leeftijd was hij volledig blind. Van 1928 tot 1938 bezocht hij in Chicago een blindenschool, waar hij bovendien muziektheorie, cello, klarinet en tenorsaxofoon leerde spelen. Na beëindiging van de school in 1943 bezocht hij het American Conservatory of Music met een overwegend klassieke opleiding, vooral Bach. Daarnaast speelde hij in Chicago jazz en begon hij na het behalen van zijn diploma te onderwijzen. Tot zijn eerste leerlingen in Chicago telden Lee Konitz en de componist Bill Russo.
In 1946 verhuisde hij naar New York en formeerde hij zijn eigen combo's (trio tot sextet), waartoe in het bijzonder de gitarist Billy Bauer en de tenorsaxofonist Warne Marsh behoorden. Een verdere belangrijke speler was de altsaxofonist Lee Konitz uit het Claude Thornhill Orchestra, die toentertijd ook meespeelde bij Gil Evans en Miles Davis. Bovendien speelde hij met muzikanten als Charlie Parker en Dizzy Gillespie. Hij verwekte zo veel opmerkzaamheid, dat hij door Metronome in 1947 werd gekozen tot muzikant van het jaar (de Metronome-journalist Barry Ulanov was een van zijn ijverigste voorstanders).
Tristano was met zijn band in deze tijd naast Evans en Davis met Gerry Mulligan en John Lewis een van de wezenlijke scheppers van de uit de bop afsplitsende cooljazz. Tot zijn markantste nummers telden de in mei 1949 ingespeelde improvisaties Digression en Intuition op het album Crosscurrents met Konitz, Marsh, Bauer, Arnold Fishkin (bas), Harold Granowsky en Denzil Best (beide drums). De waardering van twee verdere, in dezelfde opnamesessie ingespeelde nummers met vrije improvisaties had producent Pete Rugolo niet erkend (de opnamen werden niet gearchiveerd).
Tristano's stijl is in het bijzonder met betrekking tot zijn aanpak interessant, tot drie onafhankelijke maatvariëteiten te spelen en in elkaar te verweven. In 1951 stichtte hij in New York een jazzschool, de eerste in zijn soort, waarbij onder andere zijn leerlingen Bauer, Konitz, Marsh en de pianist Sal Mosca onderwezen. In 1955 ontstonden de legendarische nummers Requiem, Line Up en Turkish Mambo en live-opnamen met Lee Konitz, die daarna op zijn debuutalbum Lennie Tristano bij Atlantic Records waren verschenen.
Sessies en opnamen werden vanaf 1956 zeldzaam. Tristano concentreerde zich op het onderwijzen en trad slechts af en toe op in de Half Note. Op Descent into the Maelstrom vervolgde hij zijn experimenten met overdub-technieken. In 1965 toerde Tristano een keer door Europa en in 1968 had hij zijn laatste openbare optreden in de Verenigde Staten. Hij onderwees verder tot aan zijn dood in 1978.

## Tristanoschool van de vroege moderne jazz
Tristano onderwees aanvankelijk bij hem thuis en opende later een school in de 317 East 32nd Street in New York. In 1956 sloot hij de school en onderwees vanuit Long Island.
Zijn methoden behelsden vooral de discussie met de barok, in het bijzonder met Johann Sebastian Bach. Als voorbeelden van de jazz gelden Louis Armstrong, Earl Hines, Roy Eldridge, Lester Young, Charlie Christian, Charlie Parker en Bud Powell. De soli van deze (eigenlijk zeer begrensde) selectie van muzikanten werden door opnamen herbewerkt en nagezongen, later nagespeeld. Belangrijk is doorgaans dat eerst de basis grondig wordt afgedekt: voordat de studenten zich met het instrument bezig hielden, moesten ze niet alleen alles kunnen zingen, maar ook moeilijke fundamentele ritmische en polyritmische oefeningen beheersen. Vervolgens leerden ze de nummers in alle toonaarden, zowel in majeur als ook in mol en hielden ze zich gedetailleerd bezig met de harmonieën en structuren van elk akkoord. Uiteindelijk kenmerkte Tristano echter de melodie als belangrijkste element van de muziek en de improvisatie.
Een verder muzikaal kenmerk van zijn leer regelde vergaand de rol van de ritmesectie binnen de band. Drummer en bassist fungeerden in feite uitsluitend als 'timekeeper', ze zorgden voor een stabiel fundament, dat de solisten hun waaghalzige verplaatsingen en harmonische tripjes toestonden. Vaak werden de Tristano-bands naar aanleiding van deze gewoonte bij publiek en critici als te weinig interactief en dynamisch ervaren. Vanwege deze als beheerst, nonchalant en intellectueel ervaren speelwijze ontstond ook de term cooljazz.
Regelmatig vonden in de Tristano-school sessies plaats. Tristano gaf talrijke concerten samen met zijn beste studenten en er werden ook studio-opnamen gemaakt. Daarbij werden de ingestudeerde composities, vaak gecompliceerde melodielijnen via bekende standards, opgevoerd en opgenomen, ook inventies van Bach behoorden tot het programma. Voor veel van zijn leerlingen, waaronder Lee Konitz, Billy Bauer, Peter Ind, Lloyd Lifton en Warne Marsh, was Lennie Tristano niet alleen mentor, maar ook een soort vaderfiguur. Sommige studenten studeerden decennia bij hem, in het bijzonder Warne Marsh kon zich over een langere periode niet van zijn leraar losmaken. Verdere Tristano-leerlingen waren Bill Russo, Connie Crothers, Lenny Popkin, Sal Mosca, Sheila Jordan, Bill Evans, Fran Canisius, Betty Scott, Souren Baronian, Jeff Morton, Willie Dennis, Don Ferrara, Dave Liebman, Alan Broadbent en rockgitarist Joe Satriani.
Ook typisch voor Lennie Tristano en zijn aanhangers was de bewustmaking van muzikalere achtergronden en randbereiken van de muziek. De groep hield zich bezig met de psychoanalyse, bijvoorbeeld met wetenschappers als Sigmund Freud en Wilhelm Reich. Er werd over de instroom van gevoelens in de muziek gediscussieerd. Tristano was tegen elke vorm van commercie, ging tekeer tegen organisatoren en cafébezitters, die de artiesten uitbuitten en ze daartoe dwongen, zich ofwel muzikaal aan te passen of te verhongeren. Naar zijn mening mocht geen kunstvorm door de voorkeuren van de maatschappij bij hun vrije ontwikkeling gehinderd worden.
Hoogstwaarschijnlijk zag Lennie Tristano zijn methode als een blanke aanpak van de jazz. Bijzondere aantrekkingskracht oefenden Europese componisten, zoals Johann Sebastian Bach en Béla Bartók op hem uit. Zijn favoriete repertoire bevatte nauwelijks blues, maar veel nummers van blanke muzikanten als George Gershwin, Jerome Kern en Cole Porter. Tristano's leerling Warne Marsh liet zich vaak uit over de discriminatie van de blanke muzikanten in de jazz, die hij vaak moest ondervinden. Velen waren in deze tijd van mening, dat blanken niet in staat waren om jazz te begrijpen en te spelen. Het kwam zelden tot een samenspel tussen Tristano-aanhangers en Afro-Amerikaanse muzikanten. Enkele Afro-Amerikanen, zoals Charlie Parker en Max Roach, hadden desondanks bewondering voor Tristano's stijl en verschenen nu en dan bij sessies in diens school.
Tristano oefende met zekerheid een grote invloed uit op Charles Mingus, die in zijn jazzworkshops (vanaf 1953) met veel Tristano-leerlingen, zoals Teo Macero en John LaPorta, samenspeelde en in zijn repetitie- en improvisatiepraktijk veel van hem leerde. Mingus zelf studeerde begin jaren 1950 bij Tristano.
Zijn vroege opname I Can't Get Started With You (1946) werden opgenomen in de lijst The Wire's '100 Records That Set the World on Fire (While No One Was Listening)' .

## Privéleven en overlijden
Lennie Tristano overleed in 1978 op 59-jarige leeftijd. Zijn twee kinderen uit het tweede huwelijk met Carol Miller, de drumster Carol Tristano en de gitarist Bud Tristano, dragen zorg voor zijn muzikale erfenis.

## Discografie
- 1946–1952, 2003: Intuition (4 cd-box + booklet 40 S.(en), compil. 2003 Proper/mcps)
- 1979, 1990: Live at Birdland 1949 (Jazz Records)
- 1949, 2004: Live in New York (met Lee Konitz, Warne Marsh, Billy Bauer e.a., compil. 2004 door Jazz Door)
- 1949, 1972: Crosscurrents Capitol 1949 (als album pas uitgebracht in 1972)
- 1952: Descent into the Maelstrom, Inner City
- 1956: Lennie Tristano (Atlantic)
- 1961: The New Tristano (Atlantic)
- 1965, 1997: Concert in Copenhagen (Jazz Records)

### Compilaties
- 1957: The Complete Atlantic Recordings of Lennie Tristano, Lee Konitz & Warne Marsh (1955-58) – (Mosaic) – 10 lp's en 6 cd's – Lennie Tristano met Lee Konitz, Gene Ramey, Art Taylor, Peter Ind, Jeff Morton - Lee Konitz met Sal Mosca, Peter Ind, Dick Scott, Billy Bauer, Arnold Fishkind, Jimmy Rowles, Leroy Vinnegar, Shelly Manne, Don Ferrara - Lee Konitz & Warne Marsh met Sal Mosca, Billy Bauer, Oscar Pettiford, Kenny Clarke, Ronnie Ball - Warne Marsh met Ronnie Ball, Paul Chambers, Philly Joe Jones, Paul Motian